# Tacos (singolo)
Tacos è un singolo del gruppo musicale russo Little Big, pubblicato il 14 agosto 2020.

## Video musicale
Il video musicale è stato reso disponibile il 15 agosto tramite il canale YouTube del gruppo. Il video vede l'attore Dmitri Krasilov, che si reca in cucina per mangiare un panino, quando ad un certo punto il cibo (i membri del gruppo), iniziano a ballare e cantare spaventandolo.

## Tracce
Testi di Ilj'a Prusikin e Danny Zuckerman, musiche di Ilj'a Prusikin, Ljubim Chomčuk e Viktor Sibrinin.
Download digitale
1. Tacos – 2:19

Download digitale – Lubim Remix
1. Tacos (Lubim Remix) – 1:53